# Piet Stalmeier
Petrus Cornelis (Piet) Stalmeier (Denekamp, 10 juli 1912 – Wenen (Oostenrijk), 3 september 1990) was een Nederlands componist, dirigent, organist en muziekpedagoog.

## Levensloop
Piet (ook wel gekend als Peep, wat Twents is voor Petrus) Stalmeier is geboren op 10 juli 1912 in een muzikale familie in Denekamp, een dorp in het Overijsselse Twente. Zijn vader, Marinus Stalmeier, speelde verdienstelijk klarinet bij het muziekkorps van Staatsmijn Emma en speelde ook goed piano. Piet en zijn jongere broer Bernard (1918–1998) kwamen hierdoor vroeg met muziek in aanraking: Piet kreeg zijn eerste muzieklessen van zijn vader.
In augustus 1919 verhuisde het gezin Stalmeier naar Hoensbroek in de provincie Limburg. Vader Stalmeier werd toen vrij snel gevraagd orgel te spelen in de kerk van de paters in Treebeek. Op zijn elfde nam Piet deze taak over en zou er tot 1936 mee doorgaan. Hij verdiende tevens een zakcent met pianobegeleiding van stomme films in het toentertijd groeiend aantal bioscopen. Op zijn vijftiende schreef hij zijn eerste arrangement, een variatie op het mijnwerkerslied Glück Auf.
Na de mulo studeerde Stalmeier aan de muziekschool te Heerlen en daarna aan het Koninklijk Conservatorium te Luik (1930–1936). Hij behaalde er eerste prijzen voor solfège, harmonieleer, contrapunt, compositie bij Francois Rasse en Armand Marsick en muziekgeschiedenis en de Prix d'Excellence voor piano bij Louis Closson, orgel bij Charles Hens en kamermuziek bij Jules Robert. Hierna ging hij naar Conservatorium Maastricht (1937–1939). Daar kreeg hij directielessen bij Henri Hermans. 
Gedurende de Tweede Wereldoorlog begon Stalmeier met het arrangeren van orkestwerken voor blaasorkesten. Hiermee voorzag hij in een grote behoefte, want voor fanfare bestond weinig muziek. 
Na de oorlog ging hij naar het Rotterdams Conservatorium (1947–1950), waar hij lessen kreeg van Eduard Flipse, de toenmalige dirigent van het Rotterdams Philharmonisch Orkest.

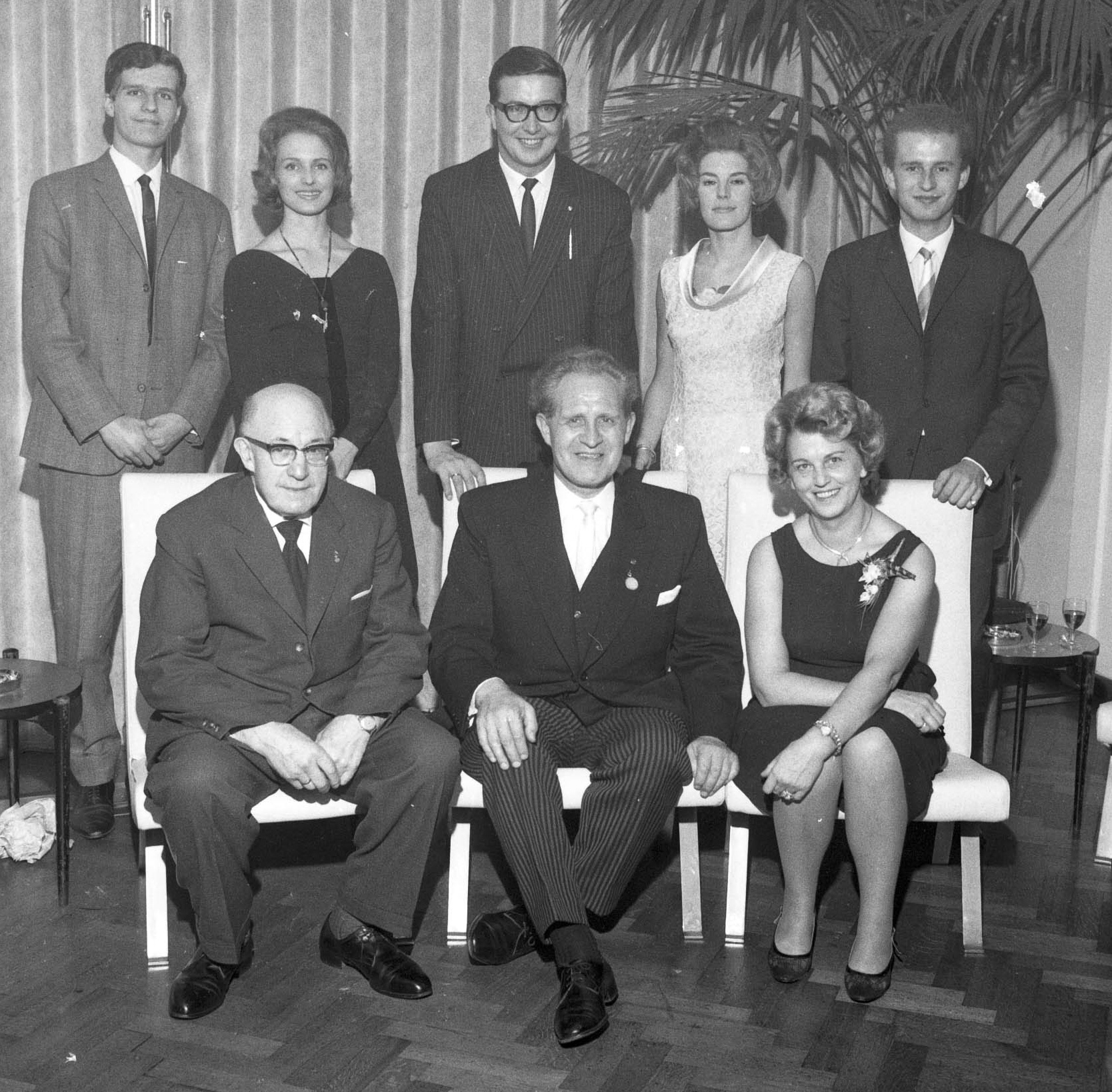
Stalmeier tijdens zijn zilveren huldiging als dirigent van het muziekkorps van staatsmijn Maurits. Zittend vlnr: zijn vader, Stalmeier zelf en zijn echtgenote Jeanny. Staande vlnr: zoon Frans, dochter Elly, schoonzoon Anthony, dochter Joke en zoon Paul.

Stalmeier werd in 1965 gehuldigd vanwege zijn zilveren jubileum als dirigent van het muziekkorps van de staatsmijn Maurits te Geleen, waar hij sinds 1939 actief was.
In 1979 nam hij afscheid van het Maastrichts conservatorium en ging met pensioen. Hij bleef evenwel actief als arrangeur, componist en jurylid. In 1987, het jaar van zijn 75e verjaardag, werd hij voor zijn oeuvre geëerd met diverse onderscheidingen en huldigingsconcerten.
Hij was weduwnaar toen hij in 1990 onverwacht op 78- jarige leeftijd overleed tijdens een bezoek aan Wenen. De liefde voor muziek heeft hij op zijn kinderen overgedragen. Met name zijn zonen Frans en Paul Stalmeier (1944) zijn in zijn voetsporen getreden.

## Werkvelden

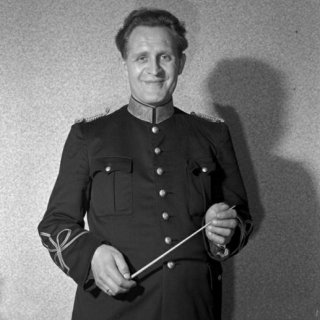
Stalmeier in 1952 als dirigent van het Limburgse Staatsmijn Emma harmonieorkest

### Dirigentschap
Tijdens zijn studietijd was hij reeds dirigent van verschillende koren, vooral mannenkoren, en blaasorkesten, zoals het fanfareorkest Harpe Davids, en Harmonie Concordia, beide in Treebeek. Op 23-jarige leeftijd was hij dirigent van het Mijnkoor van de Laura, van het Simpelveldse "St.-Davidkoor", van Mannenkoor David Spekholzerheide (1938-1944) en het Rumpens Mannenkoor.
Hij was ook dirigent van het Hoensbroek's Symfonieorkest (1946–1956), van het Harmonieorkest van de Staatsmijn Maurits (1939–1965) en het Harmonieorkest van de Staatsmijn Emma (1946–1965) Met deze orkesten was hij heel succesrijk. Na de opheffing van de mijnorkesten in 1965 werd een nieuw harmonieorkest geformeerd onder de naam D.S.M.-orkest, waar Stalmeier tot 1971 dirigent was. Voorts was hij dirigent van de Bergeijkse Koninklijke Harmonie Echo der Kempen (1956–1963).

### Muziekpedagogiek

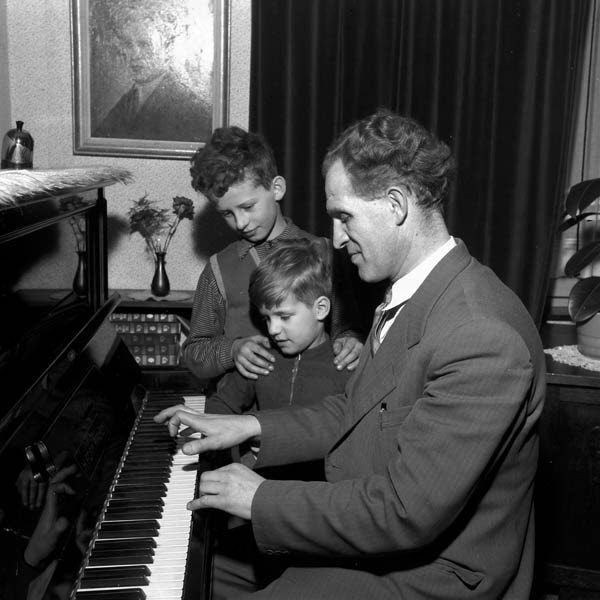
Stalmeier aan de piano (1955)

Stalmeier was directeur van de muziekschool te Hoensbroek (1945–1972). Hij kreeg grote bekendheid als docent aan het Brabants Conservatorium in Tilburg (1962–?) en aan het Conservatorium Maastricht (1972–1979).

### Jurylid
Vanaf 1947 was Stalmeier jurylid bij concoursen, zoals in 1985 bij de Wereld Muziek Concours te Kerkrade. In 1987 werd hij voor zijn werk geëerd tijdens een huldigingsconcert in het Wijngrachttheater in Kerkrade.

### Kerkmuziek
Kerkmuziek heeft een belangrijke rol in Stalmeiers muzikale leven gespeeld. Vanaf zijn elfde en tot 1936 was hij organist in de Rooms-Katholieke Barbarakerk te Treebeek. Daarna was hij organist en dirigent in de Heilig Hart kerk te Mariarade-Hoensbroek, alwaar hij vanaf 1970 St. Jozef, een groot gemengd koor, dirigeerde. Dit koor trad op met kerkelijke en profane muziek, vaak met begeleiding van het Limburgs Symfonie Orkest.

## Composities voor harmonie- en fanfareorkest
- 1935 Ellinore ouverture, opus 7
- 1940 Fête au Village, Fantasie-ouverture
  1. La Procession
  2. Danse Villagoise
  3. Fête
- 1948 Een mooie Zomerdag, ouverture
- 1948 En avant
- 1948 Glück auf
- 1948 Vivat Neerlandia
- 1948 Vlug en Kwiek
- 1952 Jubileum-mars der Staatsmijnen in Limburg
- 1953 Limburgia mars
- 1955 Jeanny Mars
- 1961 Just in Time
- 1961 Lauda Sion, processie mars
- 1961 Maurits mars
- 1961 The Last Moment
- 1967 Ouverture Fantastique
- 1968 Ouverture dramatique
- 1968 De Kampioenen
- 1968 Drumband En Avant
- 1968 Kleine Suite voor Blaasorkest
  1. Intrada alla Marcia
  2. Air (melodie)
  3. Allegro rondo
- 1970 School mars
- 1970 Spanish Suite
  1. Prélude
  2. Habanera (Calypso)
  3. Paso doble
- 1978 Divertissement Rhapsodique - in 1978 bekroond met de Hilvarenbeekse Muziekprijs
  1. De Romantiek
  2. De Barok (fugetta)
  3. Impressionisme
  4. Expressionisme
- 1978 Images du Vercors, symfonisch gedicht
- 1979 Suite Picturale
  1. Ouverture en Marche
  2. Invitation à la Dance
  3. Le Rondeau et Finale
- 1981 Een mooie zomerdag, ouverture
- 1982 Concertsuite voor Fanfare
  1. Ouverture
  2. Romance
  3. Rondo Scherzando
  4. Epiloog
- 1983 Drie Symfonische schetsen
  1. Prélude
  2. Dans
  3. Finale
- 1985 Suite Pastorale
  1. Aurore (dageraad)
  2. A l'Eglise
  3. Fête Populaire (Rondeau)
- 1985 Missa simplex, mis voor gemengd koor en harmonieorkest
- 1985 Impressions du Village
  1. Au Matin - de vroege ochtenduren en de rust in het dorp
  2. Meditation - de processie en de kerkgang van de dorpsbewoners
  3. Cortège - het feest barst los en er wordt flink gedanst
- 1988 Peace of Life - prelude voor fanfare
- 1e Concours-mars
- 2e Concours-mars
- 3e Concours-mars
- Emma Mars
- Quintique, voor harmonie- of fanfareorkest (in samenwerking met: Kees Schoonenbeek, Jos Rijken, Kees Vlak en Wim Laseroms
  1. Intrada
  2. Pastoral promenade
  3. Andantino
  4. Scherzo
  5. Marcia festiva

## Onderscheidingen
- 1960: Gouden medaille in de Orde van de Witte Olifant, toegekend door de toenmalige koning van Thailand[11]
- 1974: Pro Ecclesia et Pontifici, pauselijke onderscheiding
- 1981: Zilveren legpenning van de gemeente Hoensbroek
- 1986: Prijs van de Nederlandse Blaasmuziek, uit handen van J. Matti, burgemeester van Weert. De prijs was beschikbaar gesteld door BFO, VARA en Wilma Bouw.
- 1987: Gouden speld met twee briljanten, de hoogste onderscheiding van de Limburgse muziekbond
- 1987: Ridder in de Orde van Oranje-Nassau[12][13]

## Postume erkenningen
- 1995: Omdoping van de Parallelweg tot de Piet Stalmeierstraat in Hoensbroek[11]
- 2015: Piet Stalmeier Festival, een tweedaagse festival in het teken van Stalmeier georganiseerd door harmonie St. Caecilia, de Heemkundevereniging en koren uit Hoensbroek, in het kader van “het Jaar van de Mijnen”.[14][6][15]